# إليزابيث بيشوب
إليزابيث بيشوب: (Elizabeth Bishop) ( شاعرة وكاتبة قصة قصيرة أمريكية. حصلت على جائزة الولايات المتحدة للسنوات 1949-1950، كما حصلت على جائزة بوليتزير للشعر سنة 1956، وجائزة الكتاب الوطني سنة 1970، وجائزة فاينر الدولي للآداب سنة 1976.

## نشأتها
ولدت الطفلة الوحيدة إليزابيث في مدينة ورسستر في ولاية ماساتشوستس في الولايات المتحدة الأمريكية وتوفي والدها (الذي كان بناء ناجحا) وعمرها ثمانية أشهر وبعدها أصيبت والدتها بمرض عقلي دخلت المشفى بسببها سنة 1916، وقد كتبت إليزابيث صراع والدتها مع المرض لاحقا في قصتها القصيرة (في القرية).
عاشت إليزابيث يتيمة الأبوين من ست مبكرة، فتكفل برعايتها والدا أمها في حقل في القرية الكبيرة (Great Village) في نوفا سكوشا من الثالثة إلى السادسة من عمرها، بينما بقيت والدتها في مشفاها حتى وفاتها سنة 1934 ولم تلتقي إليزابيث مع أمها أبدا طوال هذه المدة. بعد عمر السادسة كسب والدا والد إليزابيث الأكثر ثراء الحضانة فاصطحباها إلى ورسستر، كان جديها أكثر ثراء الا أنها انفصالها من جديها (والدا والدتها) جعلتها تشعر بالوحدة، وخلال فترة بقائها في ورسستر أصيبت بالربو الذي ظل ملازما لها طوال حياتها وقد وصفت حياتها في ورسستر باختصار بقصيدتها (في غرفة الانتظار). سرعان ما أدرك جداها بأن إليزابيث ليست سعيدة في العيش معهما فأرسلاها سنة 1918 إلى خالتها (مواد بومر شيفردسون) و زوجها (جورج) ودفع إليهما نفقات سكنها وتعليمها. كان خالتها وزوجها يسكنان في أحد الأحياء الفقيرة في ريفير الذي كانت مزدحمة بالمهاجرين الايرلنديين والإيطاليين، ثم انتقلت العائلة إلى مسكن أفضل في ساوجوس، وخالتها هي التي قدمت لها قصائد العصر الفكتوري وأشعار شعراء أمثال الفريد، لورد تينيسون، توماس كارليلي، روبرت براونينك، وإليزابيث بارينت براونينك.

## دراستها
لتلقت إليزابيث القليل من التعليم الرسمي بسبب مرضها. التحقت بكلية ساجوس لسنتها الدراسية الأولى سنة 1926 ومن ثم قبلت في كلية والنوت هيل في سنتها الثانية الا أنها لم تستطع الالتحاق بها لكونها كانت خارج مواعيد لقاحاتها في ذلك الوقت. وعوضاعن ذلك التحقت بكلية (نورث شور كنتري داي) في سوامبسكوت ثم التحقت بكلية (والنوت هيل) في ناتيك لتدرس الموسيقى وفي تلك الكلية نشرت أولى أسعارها في مجلة الطلبة بمساعدة صديقتها (فراني بلوف). ثم التحقت بكلية فاسار في خريف عام 1929 قبل فترة وجيزة من انهيار سوق الأوراق المالية أو ما يسمى بـ(الكساد الكبير) وخططت بأن تكون ملحة الا أن خوفها من الأداء جعلتها تتخلى عن الموسيقى لتتحول إلى الإنكليزية وبدأت في أخذ دورت في أدب القرن السادس عشر والسابع عشر والرواية. ونشرت أعمالها في سنة دراستها الجامعية في (المجلة) والتي مقرها في كاليفورنيا. وفي سنة 1933 ساهمت في تأسيس (كون سبيرتو) المجلة الأدبية الثورية في فاسار مع الكاتبة ماري مكارثي (استاذتها لسنة واحدة) ومرغريت ميلر والأخوات يونيس وإليانور كلارك. تخرجت من الكلية سنة 1934.

## أعمالها
المجموعات الشعرية
- الشمال والجنوب (هوتون ميفلين، 1946)
- قصائد: الشمال والجنوب. ربيع بارد (هوتون ميفلين، 1955) -حصلت على جائزة بوليتزر.
- ربيع بارد (هوتون ميفلين، 1956)
- أسئلة السفر (فارار، شتراوس، وجيرو، 1965)
- القصائد الكاملة (فارار، شتراوس، وجيرو، 1969) حازت على الجائزة الوطنية للكتاب
- الجغرافيا الجزء الثالث (فارار، شتراوس، وجيرو، 1976)
- القصائد الكاملة: 1927-1979 (فارار، شتراوس، وجيرو، 1983)
- إدغار آلان بو وجكبكس (فونوغراف آلي تعمل بالنقود) مجموعة قصائد غير مجموعة ومسودات ومقتطفات من قبل اليزابيث بيشوب. أليس كوين (فارار، شتراوس، وجيرو، 2006)
- قصائد (فارار، شتراوس، وجيرو، 2011).

أعمال أخرى
- يوميات هيلانة مورلي التي كتبها أليس برانت، مترجمة ومع مقدمة من قبل اليزابيث بيشوب، (فارار، شتراوس، وكوداهي، 1957)
- قصيدة قصصية عن لص بابل (فارار، شتراوس، وجيرو، 1968)
- مختارات من القرن العشرين البرازيلي الشعر التعديل الأخير تم بواسطة اليزابيث بيشوب وايمانويل البرازيل، (جامعة ويسليان الصحافة (1972)
- مجموعة نثرية (فارار، شتراوس، وجيرو، 1984)
- فن واحد: رسائل جمعت وحررت من قبل روبرت جيرو (فارار، شتراوس، وجيرو، 1994)
- تبادل القبعات: لوحات اليزابيث بيشوب، حررت مع مقدمة من قبل ويليام بينتون (فارار، شتراوس، وجيرو، 1996)
- قصائد ومجموعات نثرية ورسائل: حررت من قبل روبرت جيرو ولويد شوارتز. (نيويورك: المكتبة الأمريكية، 2008)
- كلمات في الهواء: المراسلات الكاملة بين اليزابيث بيشوب وروبرت لويل، حررت من قبل توماس ترافيسانو، ساسكيا هاميلتون (فارار وستراوس وجيرو، 2008)
- المحادثات مع اليزابيث بيشوب. جورج مونتيرو (مطبعة جامعة ميسيسيبي 1996)

## الجوائز
- 1945: هوتون ميفلين :زمالة جائزة شعرة
- 1947: زمالة غوغنهايم
- 1949: مستشارة في الشعر معينة في مكتبة الكونغرس
- 1950: جائزة الأكاديمية الأمريكية الفنون والآداب
- 1951: زمالة لوسي مارتن دونلي (التي تمنحها كلية برين ماور)
- 1953: جائزة شيلي التذكارية
- 1954: انتخبت كعضوة دائمة (مدى الحياة) في المعهد الوطني للفنون والآداب
- 1956: جائزة بوليتزر للشعر
- 1960: جائزة مؤسسة جابلبروك Chapelbrook
- 1964: زمالة الأكاديمية الأمريكية للشعراء
- 1968: زمالة الأكاديمية الأمريكية للفنون والعلوم
- 1968: انجرام ميريل لمؤسسة جرانت
- 1969: وسام ريو برانكو (التي تمنحها الحكومة البرازيلية)
- 1970: جائزة الكتاب الوطني للشعر
- 1974: جائزة هارييت مونرو الشعر
- 1976: كتب في الخارج / جائزة فاينر الدولية
- 1976: انتخبت عضوة في الأكاديمية الأمريكية للفنون والآداب
- 1977: جائزة دائرة نقاد الكتاب الوطني
- 1978: زمالة غوغنهايم
- 2010: اختيرت لصنف خطاب التولية في قاعة نيويورك للكتاب المشاهير

## روابط خارجية
- إليزابيث بيشوب على موقع الموسوعة البريطانية (الإنجليزية)
- إليزابيث بيشوب على موقع ميوزك برينز (الإنجليزية)
- إليزابيث بيشوب على موقع إن إن دي بي (الإنجليزية)